# Kongoparadismonark
Kongoparadismonark (Terpsiphone batesi) är en fågel i familjen kråkor inom ordningen tättingar.

## Utbredning och systematik
Kongoparadismonark delas upp i två underarter:
- T. b. batesi – förekommer från södra Kamerun, Río Muni och Gabon till östra Demokratiska republiken Kongo
- T. b. bannermanni – förekommer från norra Angola till Demokratiska republiken Kongo (nedre Kongofloden och Republiken Kongo)

Tidigare betraktades den som underart till gabonparadismonark (T. rufocinerea). 

## Status
IUCN kategoriserar den som livskraftig.